# Йозеф Кольмер
Йозеф Кольмер (нім. Josef Kollmer; 26 лютого 1901 — 24 січня 1946) — службовець табору смерті Аушвіц, оберштурмфюрер СС.

## Біографія
На початку січня 1935 року вступив у СС (особистий номер 267 573), в травня 1937 року — в НСДАП (партійний квиток №4 263 096). До вступу в СС був фермером. 26 січня 1941 року поступив на службу в Аушвіц, з травня 1941 по грудень 1942 року — командир 4-ї роти караулу. З жовтня 1943 по травень 1944 року служив у трудовому таборі Дора, після чого знову переведений в Аушвіц і призначений командиром 2-ї роти караулу. З серпня по листопад 1944 року служив у роті караулу «Мановіц», після чого переведений у 18-ту добровольчу дивізію СС «Горст Вессель».
22 грудня 1947 року Верховним національним трибуналом Польщі засуджений до смертної кари за розстріли в'язнів Аушвіца. 24 січня 1948 року повішений.

## Нагороди[2]
- Хрест Воєнних заслуг 2-го класу з мечами